# Округ Џонстон (Северна Каролина)
Џонстон (енгл. Johnston County) је округ у америчкој савезној држави Северна Каролина.

## Демографија
По попису из 2010. године број становника је 168.878, што је 46.913 (38,5%) становника више него 2000. године.
| Група             | 2000.          | 2010.           |
| Белци             | 91.870 (75,3%) | 117.869 (69,8%) |
| Афроамериканци    | 19.090 (15,7%) | 25.546 (15,1%)  |
| Азијати           | 368 (0,3%)     | 1.021 (0,6%)    |
| Хиспаноамериканци | 9.440 (7,7%)   | 21.814 (12,9%)  |
| Укупно            | 121.965        | 168.878         |